# Граубин, Георгий Рудольфович
Гео́ргий Рудо́льфович Гра́убин (11 июня 1929 года, село Усть-Дая Читинского района  — 11 мая 2011 года, Чита) — русский писатель, детский поэт, переводчик, заслуженный работник культуры РСФСР, почётный гражданин Читинской области, член Союза писателей СССР, кавалер ордена «Знак Почёта» .
Стихи Граубина переведены на многие языки, положены на музыку, их включают в школьные учебники, пособия для учителей, антологии.
Граубин — лауреат российской премии за лучшее произведение о работниках полиции и обладатель специального диплома Всесоюзного конкурса на лучшую детскую книгу. 
Он активно участвовал в жизни Читы, являлся инициатором и организатором Дня города, праздников книги «Забайкальская осень». В 2007 году подарил Читинскому областному художественному музею иллюстрации Исраэля Табакова к своим книгам.

## Биография
В 1954 году окончил школу военных техников и начал работать на Читинском паровозоремонтном заводе мастером паросилового цеха (затем — инженером в отделе главного механика). 
Участвовал в выпуске заводской газеты «Колючка», после нескольких выпусков которой его заметили и пригласили в газету «Комсомолец Забайкалья», однако будущий писатель не покинул завод. Сменить род деятельности помогла настойчивость сотрудников газеты «Забайкальский рабочий», которые через областной комитет комсомола утвердили Граубина заведующим отделом рабочей молодёжи.
В «Забайкальском рабочем» он вместе с коллегами Воиновым и Ульзутуевым организовали писательско-журналистскую группу «Грауволь». Группа занималась тем, что выезжала в командировки практически по всей области и в полевых условиях готовила материалы на самые разнообразные темы. Она просуществовала шесть лет и получила медаль «За освоение целинных и залежных земель».
В 1964—1978 годах занимал пост ответственного секретаря Читинской областной писательской организации и председателя областной депутатской комиссии по народному образованию, культуре и спорту. 
С 1970 года он был членом Совета по детской и юношеской литературе Союза писателей СССР (ныне Международное сообщество писательских союзов).
В 1976 году Читинский областной драматический театр поставил пьесу Граубина «Жил в тайге медведь учёный».
В 1979 году вошёл в редакционную коллегию книжной серии «Литературные памятники Сибири» Восточно-Сибирского книжного издательства (Иркутск).
Умер 11 мая 2011 года в Чите.

### Книги для Алёны
- Граубин Г. Р. Ленительный падеж. — Москва: Государственное издательство детской литературы Министерства просвещения РСФСР, 1963. — 63 с.
- Граубин Г. Р. Я б Гулливером быть хотел / худ. С. Калачев. — Новосибирск: Западно-Сибирское книжное издательство, 1964. — 62 с.
- Граубин Г. Р. Чем пахнут ветра. — Москва: Молодая гвардия, 1965. — 141 с.
- Граубин Г. Р. Ссора в грамматике / худ. И. А. Табаков. — Иркутск: Восточно-Сибирское книжное издательство, 1967. — 71 с.
- Граубин Г. Р. Были, небылицы, веселые страницы / худ. И. А. Табаков. — Иркутск: Восточно-Сибирское книжное издательство, 1969. — 95 с.
- Граубин Г. Р. Небесный пешеход / худ. И. А. Табаков. — Иркутск: Восточно-Сибирское книжное издательство, 1970. — 95 с.
- Граубин Г. Р. Весенние хлопоты / худ. В. Житникова. — Москва: Детская литература, 1971. — 95 с.
- Граубин Г. Р. Замри — отомри / худ. И. А.Табаков. — Иркутск: Восточно-Сибирское книжное издательство, 1972. — 109 с.
- Граубин Г. Р. Полустанок / худ. И. А.Табаков. — Иркутск: Восточно-Сибирское книжное издательство, 1972. — 189 с.
- Граубин Г. Р. Таёжный телеграф / худ. Н. Башарин. — Иркутск: Восточно-Сибирское книжное издательство, 1977. — 64 с. — 50 000 экз.
- Граубин Г. Р. Приглашение в гости / худ. А. Юсупова. — Москва: Детская литература, 1980. — 95 с.Граубин Г.Р.

Удивительная дверь Иркутск Восточно-Сибирское книжное издательство,1981
- Граубин Г. Р. Везет подарки поезд. — Иркутск: Восточно-Сибирское книжное издательство, 1989. — 304 с.
- Граубин Г. Р. Незнакомые друзья. — Москва: Детская литература, 1989. — 95 с.

## Учебники "Забайкаловедениe"
- Граубин Г.Р. Наша малая Родина.Для 4-8 классов.Части 1-2.Чита,Экспресс-издательство,2008.

### Научно-популярное краеведение
- Граубин Г. Р. Четырёхэтажная тайга. — Иркутск: Восточно-Сибирское книжное издательство, 1965. — 172 с.
- Граубин Г. Р. На берегах таинственной Силькари. — Иркутск, 1968.
- Граубин Г. Р. Серебряный капкан. — Иркутск: Восточно-Сибирское книжное издательство, 1993. — 559 с.
- Граубин Г. Р. Прежде, чем грянет выстрел. — Иркутск, 1998.
- Граубин Г. Р. Звонок в историю. — Иркутск: Восточно-Сибирское книжное издательство, 2001.
- Граубин Г. Р. Дорогу осилит идущий. — Чита: Экспресс-издательство, 2007. — 584 с. — (сер. «Золотые имена»).

## Награды
- Лауреат Российской премии за лучшее произведение о работниках милиции
- Дипломант Всесоюзного конкурса на лучшую детскую книгу
- Орден Знак Почёта
- «Заслуженный работник культуры РСФСР» (1976)
- Почётный гражданин Читинской области (1997)[1]

## Память
- 24 октября 2012 года Забайкальской краевой детско-юношеской библиотеке присвоено имя Г. Р. Граубина[6]